# Eberhard Zeitler
Eberhard Zeitler (* 9. März 1930 in Mylau, Vogtland; † 25. November 2011 in Nürnberg) war ein deutscher Radiologe und Hochschullehrer. Er leistete Pionierarbeit auf dem Gebiet der invasiven Gefäßdiagnostik, einschließlich der Koronarangiographie.

## Leben und Wirken
Zeitler studierte nach einer Bäckerlehre (1945–1947) und dem Abitur 1949 in Oelsnitz (Vogtland) von 1950 bis 1955 an der Humboldt-Universität zu Berlin Medizin. Von 1955 bis 1957 war er als Medizinalassistent tätig, absolvierte seine Ausbildung zum Facharzt für Röntgenologie von 1957 bis 1961 an der Martin-Luther-Universität in Halle (Saale) und wechselte nach dem Bau der Berliner Mauer zu dem Institut für Klinische Strahlenheilkunde an die Johannes Gutenberg-Universität Mainz, wo er eine Professur erhielt. Von 1967 bis 1976 war Zeitler als Medizinaldirektor an der Aggertalklinik für Gefäßkrankheiten der Landesversicherungsanstalt Rheinprovinz in Engelskirchen bei Köln tätig, wo er die praktischen Grundlagen für die Diagnose und Therapie mit neuen bildgebenden Systemen schuf. 1967 führte er nach dem Vorbild des Amerikaners Charles Dotter die erste femorale PTA auf europäischem Boden durch. Andreas Roland Grüntzig, dem 1977 in Zürich die erste koronare PTA gelang, gehörte zu seinen Schülern.
1976 wurde Zeitler als Chefarzt des Instituts für Diagnostische und Interventionelle Radiologie an die Städtischen Krankenanstalten Nürnberg berufen, an denen er bis zur Pensionierung 1995 wirkte. Unter anderem richtete er 1985 den 66. Deutschen Röntgenkongress in Nürnberg aus.
Auf zahlreichen Kongressen in vielen Ländern vermittelte Zeitler seine Forschungsergebnisse und praktischen Erfahrungen. Die Europäische Gesellschaft CIRSE zeichnete ihn 1993 als Distinguished Fellow aus und verlieh ihm 2002 als höchste Auszeichnung die Goldmedaille. 1996 wurde ihm die Albers-Schönberg-Medaille seitens der Deutschen Röntgengesellschaft verliehen, deren Ehrenmitglied er 2006 wurde. Seit 2013 verleiht die Deutsche Gesellschaft für Interventionelle Radiologie und minimalinvasive Therapie jährlich im Rahmen der Eröffnungsfeier des Interventionell Radiologischen Olbert Symposiums (IROS) die Eberhard-Zeitler-Medaille für besondere Verdienste auf diesem Fachgebiet.

## Werke
Als Fachautor verfasste Zeitler mehrere Standardwerke. Zu seinem wissenschaftlichen Werk zählen über 330 Publikationen. 1977 gründete er gemeinsam mit dem Bostoner Mediziner Herbert Abrams die Zeitschrift Cardiovascular and Interventional Radiology (CVIR). 2008 ist von ihm eine Bestandsaufnahme seines Wirkens, seiner internationalen Kontakte und ein Überblick über die modernen Verfahren der Radiologie unter dem Titel Ärzte vor mir, mit, neben und nach mir (August von Goethe Literaturverlag Frankfurt, ISBN 978-1-84698-505-8) erschienen.